# Узлово (Псковская область)
Узлово — деревня в восточной части Порховского района Псковской области. Входит в состав сельского поселения «Красноармейская волость».
Расположена в 23 км к юго-востоку от города Порхов.

## Население
Численность населения составляет 14 человек (2000 год).

## История
До 3 июня 2010 года деревня входила в состав ныне упразднённой Туровской волости.